# Mermessus proximus
Mermessus proximus är en spindelart som först beskrevs av Eugen von Keyserling 1886.  Mermessus proximus ingår i släktet Mermessus och familjen täckvävarspindlar.
Artens utbredningsområde är Peru. Inga underarter finns listade i Catalogue of Life.